# Ranunculus flagelliformis
Ranunculus flagelliformis är en ranunkelväxtart som beskrevs av James Edward Smith. Ranunculus flagelliformis ingår i släktet ranunkler, och familjen ranunkelväxter. Inga underarter finns listade i Catalogue of Life.